# Basilica della Trasfigurazione
La Basilica della Trasfigurazione (in ebraico: כנסיית ההשתנות) è una chiesa francescana situata sulla cima del Monte Tabor in Israele. L'antica tradizione cristiana attestata già da Origene al principio del III secolo d.C. colloca in questo luogo l'episodio evangelico della Trasfigurazione di Gesù.
Fin dall’Ottocento furono intrapresi scavi archeologici sul posto. Nel 1921-24 i francescani fecero costruire l’attuale basilica in stile siro-romano, opera prima dell’architetto Antonio Barluzzi. L’interno della chiesa è a tre navate. L'altare maggiore è sopraelevato, il catino absidale accoglie il mosaico della Trasfigurazione di Cristo. Nella cripta aperta è conservata l’antica abside del tempio crociato. I mosaici della cripta rappresentano le altre quattro trasfigurazioni di Gesù: la sua nascita, l’Eucaristia, la morte in croce e la risurrezione.
Sulla cima del Tabor si trovano inoltre le rovine del monastero benedettino medievale. Il torrione di guardia e la porta del vento sono state costruite dai saraceni; i resti delle mura difensive, invece, risalgono all'epoca romana.
La parte settentrionale del monte è occupata dalle proprietà degli ortodossi greci; anche lì è stata costruita una basilica dedicata alla Trasfigurazione.

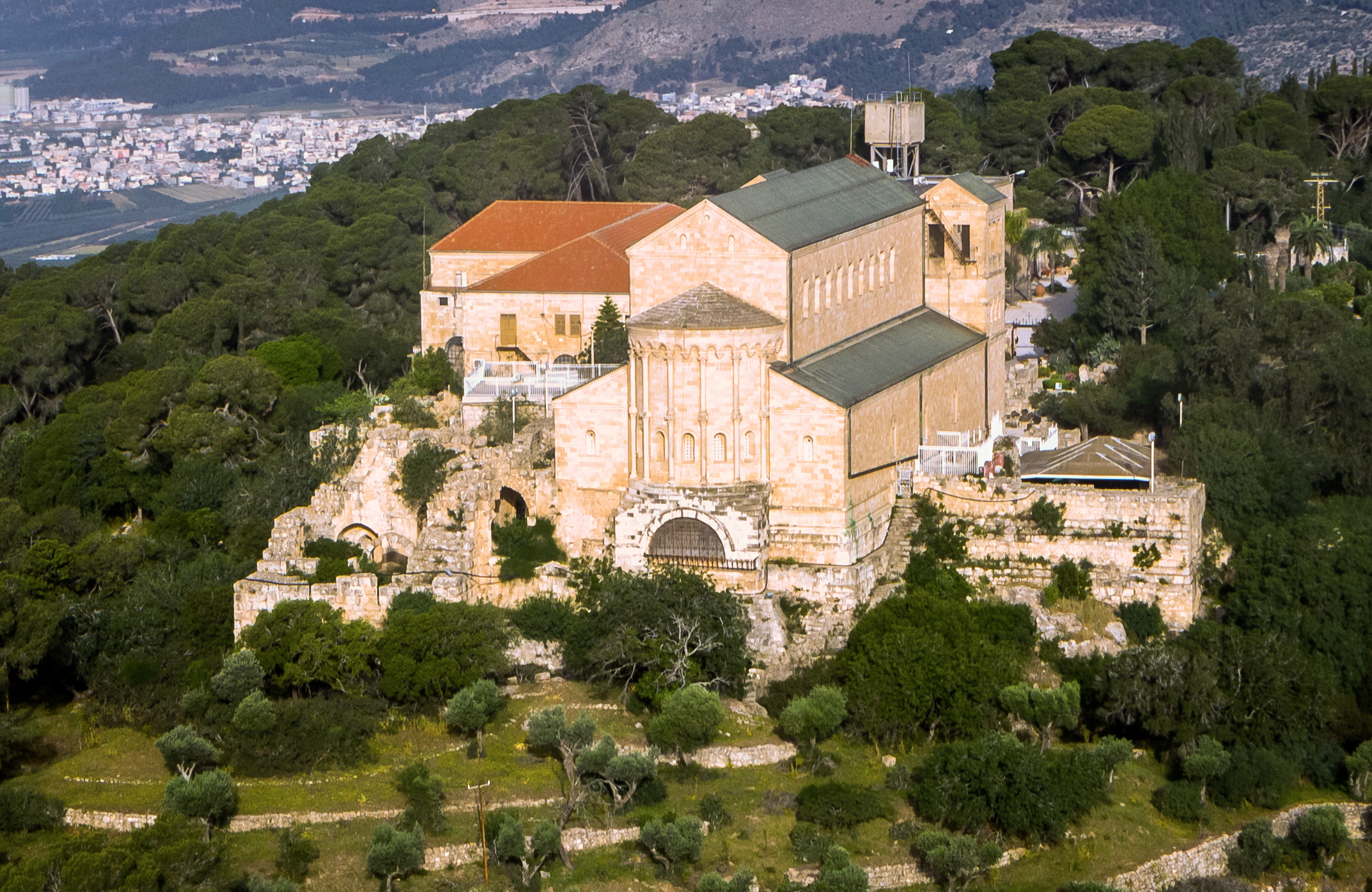
Veduta aerea